# ورزشگاه ائوگانئو
 ورزشگاه ائوگانئو  (به ایتالیایی: Stadio Euganeo) ورزشگاهی در شهر پادوا در کشور ایتالیا است.
بازی‌های خانگی باشگاه فوتبال پادوا در این ورزشگاه برگزار می‌شود.